# Boti
Boti (anglicky Boti Falls) je dvojice vodopádů („mužský“ a „ženský“) v Ghaně. Nacházejí se 17 km severovýchodně od hlavního města Východního regionu Koforidua, ve vesnici Boti.

## Vodní stav
Nejvyšší vodní stav má od června do srpna. Vodopád vytváří řeka Ponpon a je vysoký 30 m.